# Nissan Tiida
O Tiida é um automóvel produzido pela Nissan, disponibilizado nas versões sedan e hatchback. Começou a ser fabricado no final de 2004 no Japão, e hoje é montado também na Malásia, China e no México. O Tiida também é conhecido como Versa nos Estados Unidos, Almera nas Filipinas, Latio no Japão e Sunny na China.
O modelo vendido no Brasil é importado do México, produzido na moderna fábrica da marca na cidade de Aguascalientes. Está disponível em duas versões de acabamento: S e SL, ambas com opção de câmbio manual – a SL tem também a opção da versão automática de 4 marchas com função overdrive – e motor 1.8 16V a gasolina.
O Tiida tem a sua plataforma derivada do Clio III, porém com o entre-eixos aumentado, o que torna o seu espaço interno um dos destaques.
Em 2010, a Nissan surpreendeu o mercado brasileiro ao oferecer um Tiida Sedan para o perfil que atingisse mais de 44.500 retwetts e outro para aquele que obtivesse 44.500 "Curtidas", no Facebook. O total era alusão ao preço do modelo no mercado brasileiro.
A versão 2012 do Versa, que deve chegar em breve ao Brasil, foi apresentada no Salão Internacional do Automóvel de Guadalajara, no México. Esse novo Nissan terá motor 1.6, com 106 cv de potência e torque de 14 kgfm, com câmbio manual de cinco marchas ou transmissão automática de quatro velocidades, na versão mexicana.
No Brasil, o Versa (ou Sunny), terá as opções dos blocos flex 1.6 e 1.8.
Em alguns mercados são comercializadas versões equipadas com transmissão continuamente variável (Câmbio CVT).

## Galeria de fotos
- Primeira geração (2004-12)
- Segunda geração (2012-16)
- Terceira geração (2015-presente)